# Афтер ејт
Афтер ејт тин минтс (енгл. After Eight Thin Mints) или „афтер ејтс“ (енгл. After Eights) је слаткиш који произвођач описује као крем од ментола преливен црном чоколадом. Поред ове, од 2007. године је доступна и верзија са млечном чоколадом. Посластица „афтер ејт“ (у преводу: „после осам“) је названа по британском обичају да се после вечере једе чоколада пуњена кремом од ментола.
Афтер ејт је осмислила 1962. године компанија Раунтри енгл. Rowntree & Company Limited, која је од 1988. године део концерна Нестле (Nestlé).
Током 1967, „афтер ејт“ је произвођен и у Раунтријевој фабрици у четврти Вандсбек у Хамбургу. Ово је данас фабрика,  .
Један од популарнијих облика „афтер ејт“ су „тин минтс“, танке чоколадне плочице пуњене ментол кремом, које се производе у Каслфорду (Castleford) у западном Јоркширу и то од 1970. године, док се чоколадне пралине (Chocolate Truffles), производе у Јорку. „Афтер ејт“ се данас продаје по читавој Европи и Северној Америци. Годишње се произведе преко једне милијарде комада ове посластице.
Иако је првобитно „афтер ејт“ прављен само од црне чоколаде без млека, Нестле је од 2007. у једну верзију почео да додаје маслац, тако да сада постоји и врста са млечном чоколадом. Нестле такође производи специјалну едицију „афтер ејт“, која укључује млечни чоколадни прелив и афтер ејт са укусом наранџе.

## Производња
Фондан крем у средини чоколаде „афтер ејт“ се производи као чврста паста која се састоји углавном од сахарозе, воде, и мале количине ензима инвертазе. Паста у оваквом стању омогућава пресвлачење црном чоколадом. Након производње, ензим постепено разграђује сахарозу у растворљивију глукозу и фруктозу, што има за последицу да крем постаје течнији. За потпуно сазревање крема је потребно око три месеца.

## Сродни производи
У породицу производа „Афтер ејт“ спадају:
- Тин минтс (енгл. Thin Mints): Оригинални производ, чоколадне плочице пуњене кремом од ментола;
- Дилајтс (енгл. Delights): округли слаткиши од црне чоколаде пуњени кремом од ментола;
- Строуз (енгл. Straws): дуги, танки штапићи од меке црне чоколаде са укусом ментола;
- Бискитс (енгл. Biscuits): новије издање из ове породице, која се састоји од црне чоколаде и са ментолом у бисквиту;
- Чоклит Сента Клоз (енгл. Chocolate Santa Claus): током божићних празника Нестле из Немачке прави мале чоколадне фигуре Деда Мраза од 125 g, од тамне и од млечне чоколаде;
- Бајтсајз (енгл. Bitesize): чиста чоколада са укусом ментола. Оригинално је била позната под називом минтола (енгл. Mintola), да би била преименована у „минт манчиз“ (енгл. Mint Munchies), 1995.[3] пре него што је постала једна од робних марки „афтер ејт“ 2006.[4]

Неко време се продавао и „Афтер ејт“-у сличан производ од компаније Штарк.